# David Desrosiers

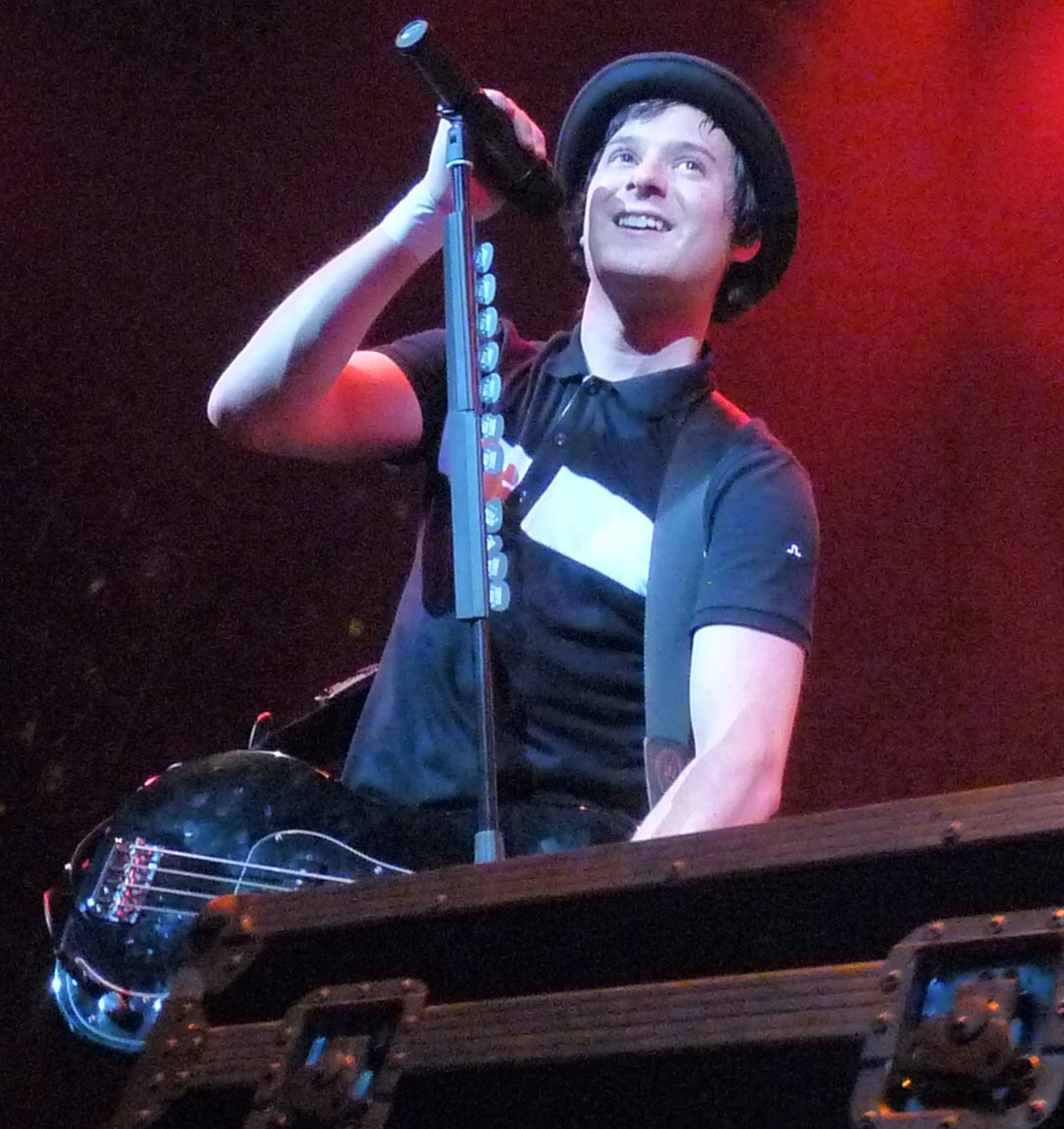
David Desrosiers (2009)

David Philippe Desrosiers (* 29. August 1980 in Sept-Îles) ist ein französisch-kanadischer Musiker, der hauptsächlich als Bassist und Hintergrundsänger in der Pop-Punk-Band Simple Plan bekannt war. Er wuchs in Matane, Québec auf.

## Karriere
Desrosiers schloss sich der Band Reset an, nachdem der vorherige Frontsänger und Bassist Pierre Bouvier die Band verlassen hatte. Nach nur sechs Monaten bei Reset schloss er sich im Jahr 2000 Simple Plan an. Er hatte für kurze Zeit auf Live-Konzerten Schlagzeug und Bass für Simple Plan gespielt, ebenfalls spielte er für The Used, Vendetta Red, Green Day, Good Charlotte, und MxPx. Er ist auch ein Gaststar in Staffel 3 von The Naked Brothers Band, Episode 7, Naked Idol, Part 2. Desrosiers spielt hauptsächlich einen Fender Precision Bass. Im Jahr 2020 verließ er Simple Plan.